# Krasnoperekopsk
Krasnoperekopsk (em ucraniano: Красноперекопськ ou Яни Капу; em russo: Красноперекопск; em tártaro da Crimeia:  Yañı Qapı) é uma cidade da Ucrânia. Tem 22 km² de área e sua população em 2014 foi estimada em 26.268 habitantes.